# Hom関手
圏論において、対象の間の射の集合（hom-setともいう）は、集合の圏への関手を構成する。この関手をHom関手（ほむかんしゅ、英語: Hom functor）と呼び、圏論や数学の他の分野で多くの応用を持つ。

## 定義
C を局所的に小さな圏、つまり、任意のhom-クラスが真クラスではなく集合である圏とする。C の中のすべての対象 A と B に対し、次のように集合の圏 Set への関手を定義する。
| Hom (A, _) : C → Set | Hom (_, B) : Cop → Set |
| --- | --- |
| 共変関手 Hom(A, _) は以下で与えられる： - Hom(A, _) は C の各対象 X を集合 Hom(A, X) へ写す。 - Hom(A, _) は C の各射 f : X → Y を、{\displaystyle g\mapsto f\circ g} で定義される写像 Hom(A, f) : Hom(A, X) → Hom(A, Y) へ写す。 | 反変関手 Hom(_, B) は以下で与えられる： - Hom(_, B) は C の各対象 X を集合 Hom(X, B) へ写す。 - Hom(_, B) は C の各射 h : X → Y を、{\displaystyle g\mapsto g\circ h} で定義される写像 Hom(h, B) : Hom(Y, B) → Hom(X, B) へ写す。 |

関手 Hom(_, B) は、B の点の関手（英語: functor of points）とも呼ばれる。関手のペア Hom(A, _) と Hom(_, B) は自然な方法で関係付けられる。任意の射のペア f : B → B' と h : A' → A に対して、次の図式が可換となる。
2つの経路は g : A → B を f∘g∘h : A' →B' に写す。
上の図式の可換性は、Hom(_, _) が C × C から Set への、第1変数について反変で第2変数について共変である双関手であることを示している。すなわち、Hom(_, _) は双関手{\displaystyle \mathop {\mathrm {Hom} } (\_,\_):C^{\mathrm {op} }\times C\to \mathbf {Set} }である。Cop は C の逆圏である。関手が圏 C からのものであることを強調するために、HomC (_, _) という記号が使われることもある。

## 米田の補題
上の可換図式を見ると、すべての射 h : A' → A は自然変換{\displaystyle \mathop {\mathrm {Hom} } (h,\_):\mathop {\mathrm {Hom} } (A,\_)\to \mathop {\mathrm {Hom} } (A',\_)}を与え、すべての射 f : B →B' は自然変換{\displaystyle \mathop {\mathrm {Hom} } (\_,f):\mathop {\mathrm {Hom} } (\_,B)\to \mathop {\mathrm {Hom} } (\_,B')}を与える。米田の補題は、Hom関手の間のすべての自然変換はこの形であると主張する。言い換えると、Hom関手は、圏 C から関手圏 SetCop への埋め込みとなる充満かつ忠実な関手を与える。

## 内部Hom関手
圏 C 上の関手が、Set ではなく圏 C 自身に値を持ち、Hom のような振る舞いをする関手を持っているかもしれない。そのような関手は内部Hom関手と呼ばれ、しばしば
{\displaystyle \left[\_,\_\right]:C^{\mathrm {op} }\times C\to C}
と書かれたり、{\displaystyle {\mathord {\Rightarrow }}:C^{\mathrm {op} }\times C\to C}と書かれたりする。あるいは、単に小文字のみで
{\displaystyle {\text{hom}}(\_,\_):C^{\text{op}}\times C\to C}
と書かれることもある。例としてはen:Category of relationsなどを参照。内部Hom関手を持つ圏は、閉圏と呼ばれる。
閉圏の単位対象を I とする。このとき、次の同型が成り立つ。{\displaystyle {\text{Hom}}(I,{\text{hom}}(-,-))\simeq {\text{Hom}}(-,-)}閉モノイダル圏の場合には、これはカリー化の概念へ拡張される。すなわち、
{\displaystyle {\text{Hom}}(X,Y\Rightarrow Z)\simeq {\text{Hom}}(X\otimes Y,Z)}
である。ここで {\displaystyle \otimes } はモノイダル圏の定義によって与えられる内部積関手である。同型は X と Z の双方で自然である。言い換えると、閉モノイダル圏では、内部Hom関手は内部積関手の随伴関手である。対象 {\displaystyle Y\Rightarrow Z} を内部Homと呼ぶ。{\displaystyle \otimes } がデカルト積 {\displaystyle \times } であるとき、対象 {\displaystyle Y\Rightarrow Z} を指数対象と呼び、{\displaystyle Z^{Y}} と書くこともある。
内部Homは、圏の内部言語と呼ばれる言語を形成する。最も有名なものには、デカルト閉圏の内部言語である単純型付きラムダ計算や、対称モノイダル閉圏の内部言語である線形型システムがある。

## 性質
- 次の形の関手は前層である：{\displaystyle \mathop {\mathrm {Hom} } (\_,A):C^{\mathrm {op} }\to \mathbf {Set} }同様に、Hom(A, _) の形の関手は余前層である。

- 関手 F : C → Set がある Hom(A, _) と自然に同型であるとき、F は表現可能関手であるという。同様に、Hom(_, A) に自然同型な関手は余表現可能と呼ばれることもある。

- 関手 Hom(_, _) : Cop × C → Set は定義からプロファンクタ（英語: Profunctor）であり、特に恒等プロファンクタ {\displaystyle {\text{id}}_{C}\colon C\nrightarrow C} である。

- 内部hom関手は極限を保存する。すなわち、hom(X, _) : C → C は極限を極限へ写し、同様に hom(_, X) : Cop → C は Cop の極限（すなわち C の余極限）を C の極限に写す。ある意味では、このことは極限や余極限の定義として採用することもできる。

- A をアーベル圏、A を A の対象とすると、HomA (A, _) は、A からアーベル群の圏 Ab への左完全共変関手である。この関手が完全であることと、A が射影的対象であることとは同値である[1]。

- R を環、M を左 R-加群とする。関手 HomR (M, _) : Mod-R → Ab は、テンソル積関手 _ ⊗R M : Ab → Mod-R の右随伴関手である。